# Первак, Ксения Юрьевна
Ксения Юрьевна Первак (род. 27 мая 1991, Челябинск) — российская теннисистка, по ходу своей карьеры представлявшая на соревнованиях также Казахстан. Победительница одного турнира WTA в одиночном разряде; победительница одного юниорского турнира Большого шлема в одиночном разряде (Australian Open-2009); полуфиналистка одного юниорского турнира Большого шлема в парном разряде (Roland Garros-2009); бывшая пятая ракетка мира в юниорском рейтинге.

## Общая информация
Родилась в семье челябинского предпринимателя Юрия Первака. Отец часто играл в теннис с друзьями, и Ксения постоянно ездила с ним на корт. Со временем ей понравилась игра, и она решила попробовать себя в теннисе сама. В возрасте 8 лет отец привёл Ксению в теннисную секцию, где она начала заниматься, сначала — в группе, затем — индивидуально с тренерами. Наставником Ксении сначала был Игорь Монион, а позже — его брат.
У Ксении есть два брата — Михаил и Юрий, а также сестра Мария.

## Спортивная карьера
В 2001 году Первак переехала в Москву, где начала заниматься в академии тенниса «Valery» (сейчас — Детская международная академия тенниса Шамиля Тарпищева) у Виктора Павлова. 12 лет приняла участие в своём первом международном турнире, а уже через несколько месяцев стала победительницей традиционного турнира «Les Petits As» во Франции, который является чемпионатом мира для теннисистов в возрасте 12—14 лет.
В 17 лет стала победительницей юниорского открытого чемпионата Австралии по теннису.
В ноябре 2015 года объявила о завершении карьеры, в начале 2016 года работала комментатором на телеканале «Евроспорт» и репортёром WTA, однако в сентябре 2016 года получила уайлд-кард на турнире ITF в Санкт-Петербургеp.

## Рейтинг на конец года в одиночном разряде
- 2015 — 573
- 2014 — 120
- 2013 — 165
- 2012 — 105
- 2011 — 39
- 2010 — 97
- 2009 — 129
- 2008 — 156
- 2007 — 301

## Выступления на турнирах

### Финалы турнировWTAв одиночном разряде (2)

#### Победы (1)
| Легенда:                    |
| --------------------------- |
| Турниры Большого Шлема (0)  |
| Олимпиада (0)               |
| Итоговый чемпионат года (0) |
| Premier Mandatory (0)       |
| Premier 5 (0)               |
| Premier (0)                 |
| International (1)           |

| Титулы по покрытиям | Титулы по месту проведения матчей турнира |
| ------------------- | ----------------------------------------- |
| Хард (1)            | Зал (0)                                   |
| Грунт (0)           | Зал (0)                                   |
| Трава (0)           | Открытый воздух (1)                       |
| Ковёр (0)           | Открытый воздух (1)                       |

| №  | Дата             | Турнир              | Покрытие | Соперница в финале | Счёт    |
| 1. | 17 сентября 2011 | Ташкент, Узбекистан | Хард     | Ева Бирнерова      | 6-3 6-1 |

#### Поражения (1)
| №  | Дата         | Турнир            | Покрытие | Соперница в финале | Счёт    |
| 1. | 24 июля 2011 | Баку, Азербайджан | Хард     | Вера Звонарёва     | 1-6 4-6 |

### Финалы турнировITFв одиночном разряде (17)

#### Победы (9)
| Легенда:         |
| ---------------- |
| 100.000 USD (0)  |
| 75.000 USD (0)   |
| 50.000 USD (2+2) |
| 25.000 USD (7+1) |
| 10.000 USD (0)   |

| Титулы по покрытиям | Титулы по месту проведения матчей турнира |
| ------------------- | ----------------------------------------- |
| Хард (4)            | Зал (3+1)                                 |
| Грунт (5+1)         | Зал (3+1)                                 |
| Трава (0)           | Открытый воздух (6+2)                     |
| Ковёр (0+2)         | Открытый воздух (6+2)                     |

| №  | Дата             | Турнир               | Покрытие | Соперница в финале | Счёт        |
| 1. | 30 сентября 2007 | Батуми, Грузия       | Хард     | Коринна Дентони    | 6-4 6-3     |
| 2. | 17 августа 2008  | Пенза, Россия        | Грунт    | София Шапатава     | 6-4 6-1     |
| 3. | 23 августа 2008  | Москва, Россия       | Грунт    | Елена Куликова     | 3-6 6-3 6-1 |
| 4. | 8 августа 2009   | Москва, Россия       | Грунт    | Екатерина Иванова  | 4-6 6-4 6-2 |
| 5. | 15 августа 2009  | Москва, Россия       | Грунт    | Екатерина Иванова  | 6-0 6-2     |
| 6. | 3 октября 2009   | Хельсинки, Финляндия | Хард(i)  | Стефани Форетц     | 6-4 6-2     |
| 7. | 4 июля 2010      | Торунь, Польша       | Грунт    | Магда Линетт       | 6-4 6-1     |
| 8. | 3 ноября 2013    | Стамбул, Турция      | Хард(i)  | Ангелина Калинина  | 6-0 7-5     |
| 9. | 10 ноября 2013   | Стамбул, Турция      | Хард     | Ева Бирнерова      | 6-4 7-6(4)  |

#### Поражения (8)
| №  | Дата             | Турнир            | Покрытие | Соперница в финале      | Счёт        |
| 1. | 25 мая 2008      | Москва, Россия    | Грунт    | Нина Братчикова         | 6-3 1-6 5-7 |
| 2. | 14 сентября 2008 | Русе, Болгария    | Грунт    | Ленка Винерова          | 4-6 4-6     |
| 3. | 25 октября 2008  | Подольск, Россия  | Ковёр(i) | Алиса Клейбанова        | 6-7(5) 0-6  |
| 4. | 7 сентября 2009  | Катовице, Польша  | Грунт    | Камила Джорджи          | 2-6 3-6     |
| 5. | 13 сентября 2009 | Денен, Франция    | Грунт    | Стефани Коэн-Алоро      | 3-6 4-6     |
| 6. | 12 июня 2011     | Злин, Чехия       | Грунт    | Патриция Майр-Ахлайтнер | 1-6 0-6     |
| 7. | 16 февраля 2014  | Мидленд, США      | Хард(i)  | Хезер Уотсон            | 4-6 0-6     |
| 8. | 2 августа 2015   | Астана, Казахстан | Хард     | Натела Дзаламидзе       | 6-6 — отказ |

### Финалы турнировWTAв парном разряде (1)

#### Поражения (1)
| №  | Дата            | Турнир           | Покрытие | Партнёрша       | Соперницы в финале                 | Счёт    |
| 1. | 14 февраля 2010 | Паттайя, Таиланд | Хард     | Анна Чакветадзе | Марина Эракович Тамарин Танасугарн | 5-7 1-6 |

### Финалы турнировITFв парном разряде (4)

#### Победы (3)
| №  | Дата             | Турнир                 | Покрытие | Партнёрша         | Соперницы в финале               | Счёт              |
| 1. | 12 сентября 2008 | Русе, Болгария         | Грунт    | Александра Панова | Виталия Дьяченко Евгения Пашкова | 6-2 6-7(5) [10-5] |
| 2. | 9 ноября 2008    | Исманинг, Германия     | Ковёр(i) | Оксана Любцова    | Юлия Гёргес Лаура Зигемунд       | 6-2 4-6 [10-7]    |
| 3. | 3 апреля 2010    | Ханты-Мансийск, Россия | Ковёр(i) | Александра Панова | Надежда Киченок Людмила Киченок  | 7-6(7) 2-6 [10-7] |

#### Поражения (1)
| №  | Дата        | Турнир            | Покрытие | Партнёрша         | Соперницы в финале         | Счёт       |
| 1. | 4 июня 2010 | Марибор, Словения | Грунт    | Александра Панова | Андрея Клепач Тадея Маерич | 3-6 6-7(6) |